# 1953年アルゼンチングランプリ
1953年アルゼンチングランプリ (I Gran Premio de la Republica Argentina) は、1953年1月18日に開催された1953年のF1世界選手権の開幕戦。アルゼンチンのオスカル・ガルベス・サーキットで開催され、南米における初のF1公式戦であった。1952年と1953年は通常適用されるフォーミュラ1のレギュレーションでは無く、フォーミュラ2のレギュレーションが適用された。インディ500はF1世界選手権の1戦であったが、AAAのレギュレーションで実施された。

## レース概要
第1回のアルゼンチングランプリは1月中旬に開催され、主要なワークス4チームが参加した：マセラティ、フェラーリ、クーパー、ゴルディーニ。1951年度世界チャンピオンのファン・マヌエル・ファンジオは1951年スペイングランプリ以来世界選手権に参加していなかったが、同郷のフロイラン・ゴンザレス、オスカル・ガルベス、イタリア人ドライバーフェリーチェ・ボネットと共にマセラティをドライブする。フェラーリはチャンピオンのアルベルト・アスカリ、ニーノ・ファリーナ、ルイジ・ヴィッロレージの前年までのラインナップに加え、プライベーターとしてクーパーをドライブしていたマイク・ホーソーンが加入した。クーパーはイギリス人ドライバーのペア、アラン・ブラウン、ジョン・バーバーと共に地元ドライバーのアドルフォ・シュウェルム・クルスを投入した。ゴルディーニは1952年のラインナップ、ロベール・マンヅォン、モーリス・トランティニアン、ジャン・ベーラのトリオに加え、アルゼンチン人ドライバーのペア、カルロス・メンディテギーとパブロ・ビルイェルを起用した。ビルイェルはシムカ・ゴルディーニをドライブした。
アスカリがポールポジションを獲得、昨シーズンから引き続いて4連続となる。チームメイトのヴィッロレージとファリーニが3位、4位に並んだ。しかしながら、復帰したマセラティのファンジオがフェラーリのフロントロー独占を阻止、2位に入った。2列目には2台目のマセラティを駆るゴンザレス、初のフェラーリのドライブとなるホーソーン、ゴルディーニのトランティニアンが並んだ。残るゴルディーニのマンヅォン、メンディテギー、ベーラと、マセラティのガルベスが3列目に並んだ。4列目はクーパーのブラウン、シュウェルム・クルス、シムカ・ゴルディーニのビルイェルが並び、その後にはマセラティのボネット、クーパーのバーバーが並んだ。
フアン・ペロン大統領のサーキットへのフリーアクセスを許容するという決定のため、過大な数の観衆が押しかけていた。そしてレースが始まったとき、彼らはコース沿いに立ち並んだ。31ラップ目に1人の観客がコースにさまよい出て、彼を避けるためにニーノ・ファリーナはやむを得ずコースから外れた。ファリーナは結局車のコントロールを失い観客の中に突っ込み、13名が死亡した。ポールポジションからスタートしたアスカリがレースの大半をリードして優勝、昨シーズンからの連勝を7に伸ばし、タイトル争いでのリードを確立した。ファンジオは2位を走行したが、トランスミッションの問題でリタイアした。マンヅォンが2位を引き継いだが、結局はヴィッロレージが2位に入った。ホーソーンが3位を走行したが、結局はゴンザレスに抜かれ、フェラーリの1-2-3はならなかった。ホーソーンは4位となり、ガルベスが5位に入りポイントを獲得した。

## 結果

### 予選
| 順位    | No | ドライバー                       | チーム                           | タイム | 差    |
| ------- | -- | -------------------------------- | -------------------------------- | ------ | ----- |
| 1       | 10 | アルベルト・アスカリ             | フェラーリ                       | 1:55.4 | -     |
| 2       | 2  | ファン・マヌエル・ファンジオ     | マセラティ                       | 1:56.1 | +0.7  |
| 3       | 14 | ルイジ・ヴィッロレージ           | フェラーリ                       | 1:56.5 | +1.1  |
| 4       | 12 | ニーノ・ファリーナ               | フェラーリ                       | 1:57.1 | +1.7  |
| 5       | 4  | フロイラン・ゴンザレス           | マセラティ                       | 1:58.5 | +3.1  |
| 6       | 16 | マイク・ホーソーン               | フェラーリ                       | 1:59.4 | +4.0  |
| 7       | 28 | モーリス・トランティニアン       | ゴルディーニ                     | 2:00.4 | +5.0  |
| 8       | 26 | ロベール・マンヅォン             | ゴルディーニ                     | 2:00.9 | +5.5  |
| 9       | 8  | オスカル・ガルベス               | マセラティ                       | 2:01.3 | +5.9  |
| 10      | 32 | カルロス・メンディテギー         | ゴルディーニ                     | 2:01.8 | +6.4  |
| 11      | 30 | ジャン・ベーラ                   | ゴルディーニ                     | 2:02.6 | +7.2  |
| 12      | 20 | アラン・ブラウン                 | クーパー-ブリストル              | 2:03.2 | +7.8  |
| 13      | 24 | アドルフォ・シュウェルム・クルス | クーパー-ブリストル              | 2:03.7 | +8.3  |
| 14      | 34 | パブロ・ビルイェル               | シムカ-ゴルディーニ-ゴルディーニ | 2:03.8 | +8.4  |
| 15      | 6  | フェリーチェ・ボネット           | マセラティ                       | 2:04.2 | +8.8  |
| 16      | 22 | ジョン・バーバー                 | クーパー-ブリストル              | 2:06.8 | +11.4 |
| Source: |    |                                  |                                  |        |       |

### 決勝
| 順位     | No | ドライバー                                  | チーム                           | 周回 | タイム/リタイア原因 | グリッド | ポイント |
| -------- | -- | ------------------------------------------- | -------------------------------- | ---- | ------------------- | -------- | -------- |
| 1        | 10 | アルベルト・アスカリ                        | フェラーリ                       | 97   | 3:01:04.6           | 1        | 9        |
| 2        | 14 | ルイジ・ヴィッロレージ                      | フェラーリ                       | 96   | +1 lap              | 3        | 6        |
| 3        | 4  | フロイラン・ゴンザレス                      | マセラティ                       | 96   | +1 lap              | 5        | 4        |
| 4        | 16 | マイク・ホーソーン                          | フェラーリ                       | 96   | +1 lap              | 6        | 3        |
| 5        | 8  | オスカル・ガルベス                          | マセラティ                       | 96   | +1 lap              | 9        | 2        |
| 6        | 30 | ジャン・ベーラ                              | ゴルディーニ                     | 94   | +3 laps             | 11       |          |
| 7        | 28 | モーリス・トランティニアン† ハリー・シェル† | ゴルディーニ                     | 91   | +6 laps             | 7        |          |
| 8        | 22 | ジョン・バーバー                            | クーパー-ブリストル              | 90   | +7 laps             | 16       |          |
| 9        | 20 | アラン・ブラウン                            | クーパー-ブリストル              | 87   | +10 laps            | 12       |          |
| リタイア | 26 | ロベール・マンヅォン                        | ゴルディーニ                     | 67   | ホイール            | 8        |          |
| リタイア | 2  | ファン・マヌエル・ファンジオ                | マセラティ                       | 36   | トランスミッション  | 2        |          |
| リタイア | 6  | フェリーチェ・ボネット                      | マセラティ                       | 32   | トランスミッション  | 15       |          |
| リタイア | 12 | ニーノ・ファリーナ                          | フェラーリ                       | 31   | アクシデント        | 4        |          |
| リタイア | 32 | カルロス・メンディテギー                    | ゴルディーニ                     | 24   | ギアボックス        | 10       |          |
| リタイア | 34 | パブロ・ビルイェル                          | シムカ-ゴルディーニ-ゴルディーニ | 21   | ディファレンシャル  | 14       |          |
| リタイア | 24 | アドルフォ・シュウェルム・クルス            | クーパー-ブリストル              | 20   | ホイール            | 13       |          |
| Source:  |    |                                             |                                  |      |                     |          |          |

## 注
- 車両共有：
  - 28番車：モーリス・トランティニアン（50ラップ）、ハリー・シェル（41ラップ）
- デビュー戦：パブロ・ビルイェル、カルロス・メンディテギー
- 本グランプリのみの参戦：ジョン・バーバー、オスカル・ガルベス、アドルフォ・シュウェルム・クルス

## 第1戦終了時点でのランキング
| 順位 | ドライバー             | ポイント |
| ---- | ---------------------- | -------- |
| 1    | アルベルト・アスカリ   | 9        |
| 2    | ルイジ・ヴィッロレージ | 6        |
| 3    | フロイラン・ゴンザレス | 4        |
| 4    | マイク・ホーソーン     | 3        |
| 5    | オスカル・ガルベス     | 2        |

- 注：トップ5のみ表示。ベスト4戦のみがカウントされる。

## 参照
1. ↑  “Argentine GP, 1953 Race Report”.   Grandprix.com. 2013年7月16日閲覧。
2. ↑  “1953 Argentine Grand Prix - Qualifying and Race Results”.   f1pulse.com. 2013年7月16日閲覧。
3. ↑  “Formula 1 - The Official F1 Website”.   Formula 1. 2013年7月16日閲覧。

|  | FIA F1世界選手権 1953年シーズン | 次戦 1953年インディ500                |
|  | アルゼンチングランプリ          | 次回開催 1954年アルゼンチングランプリ |